# Spyker (automobilka)

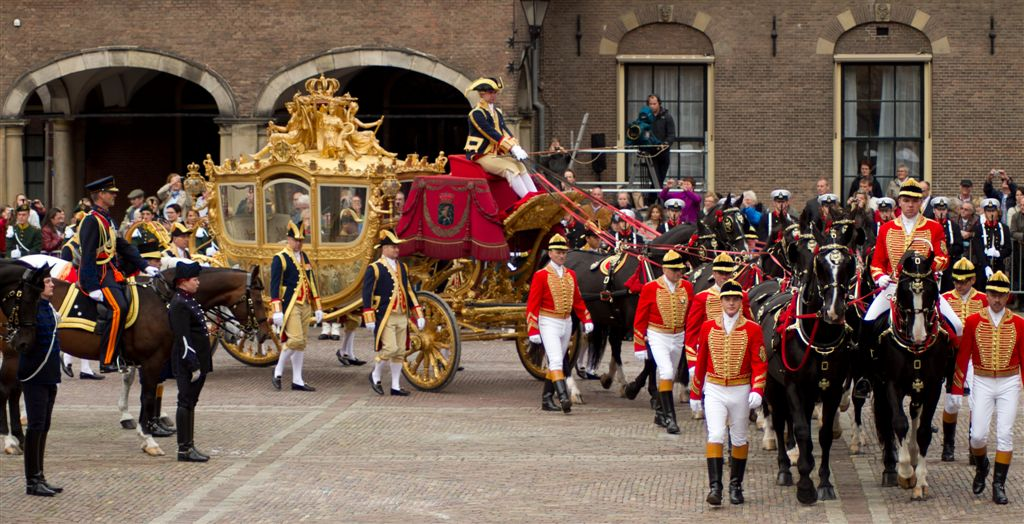
Zlatý kočár bratrů Spijkerových z roku 1898

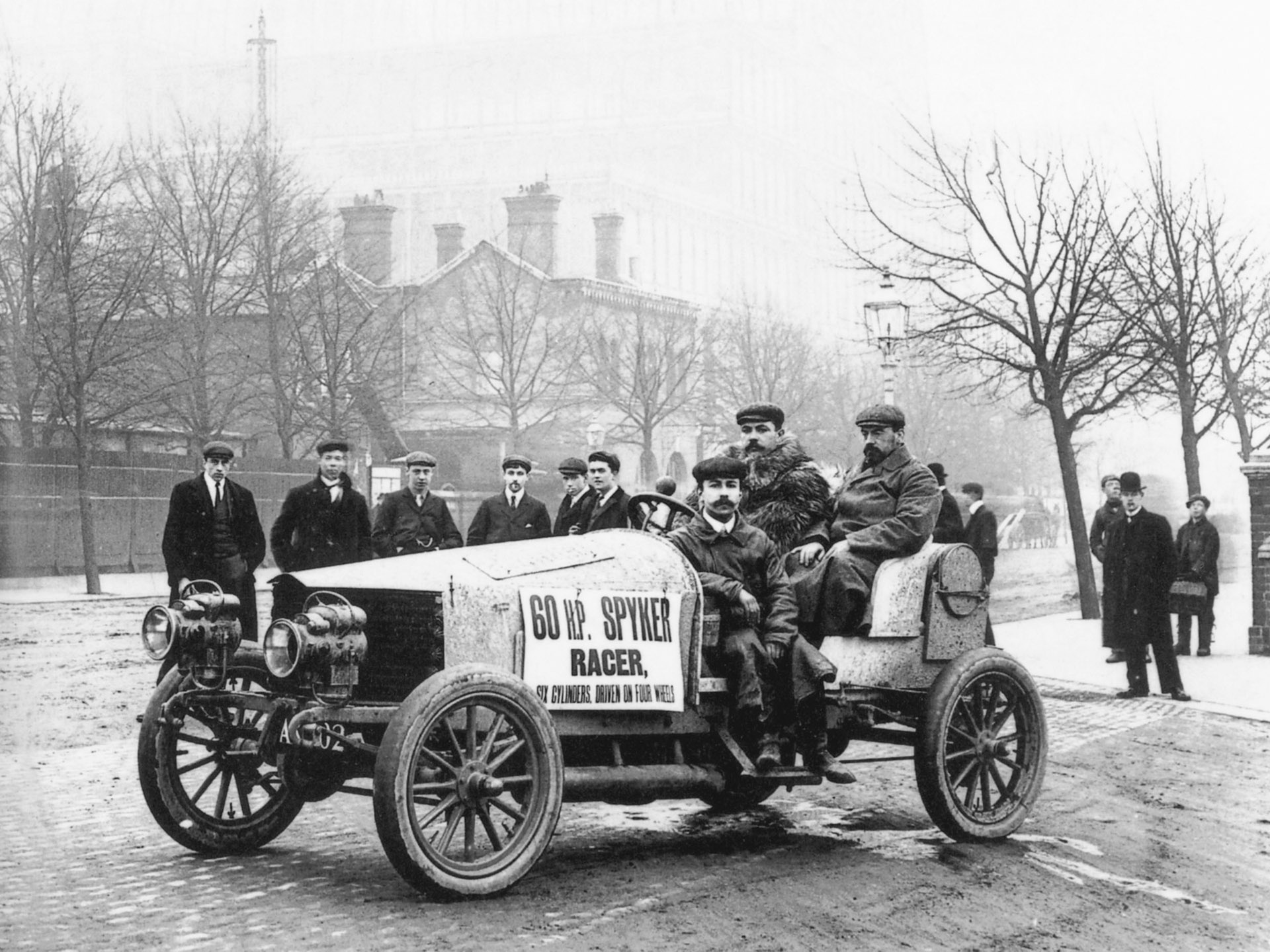
Spyker 60 HP (1903)

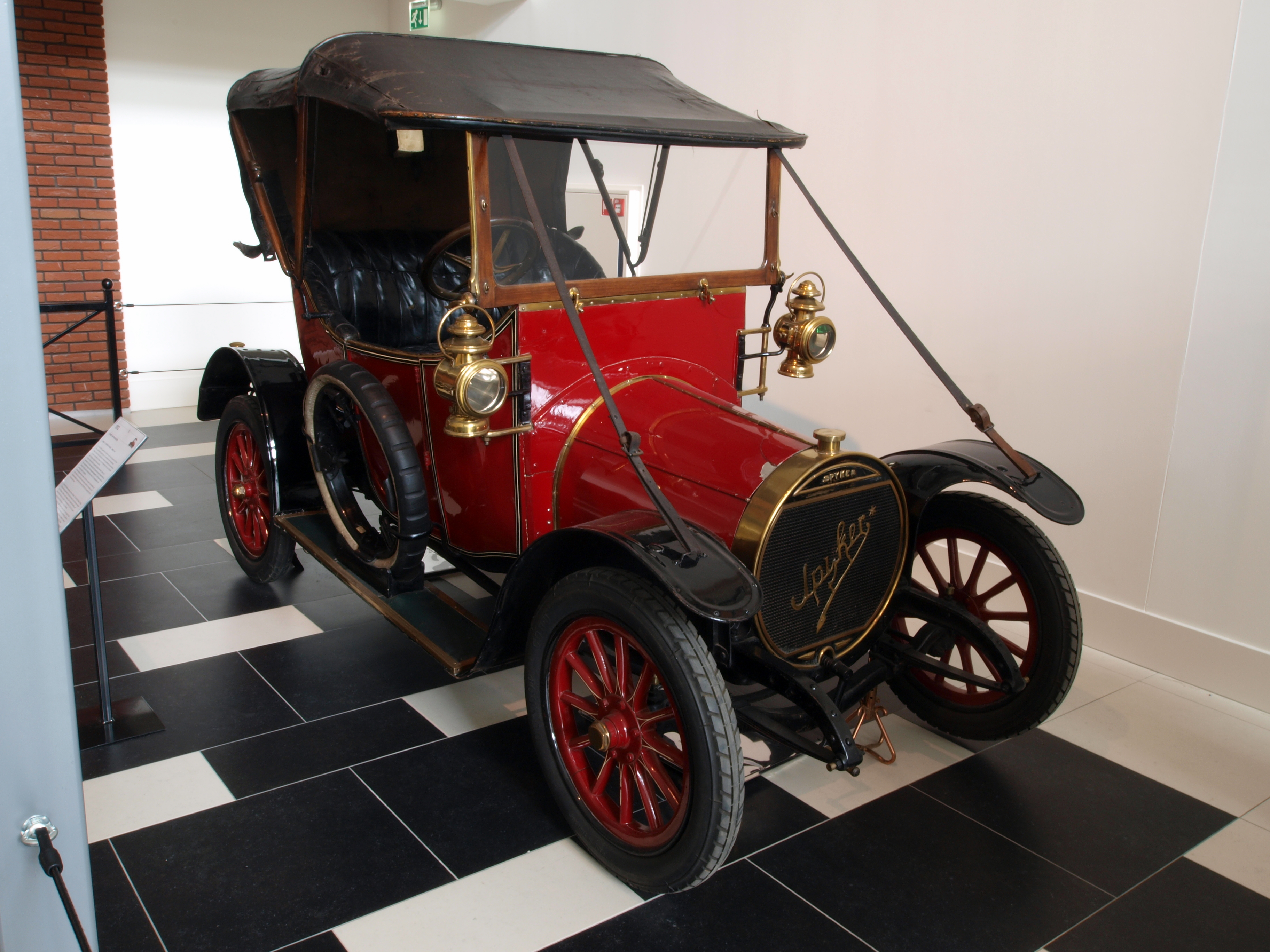
Spyker 7 HP (1912)

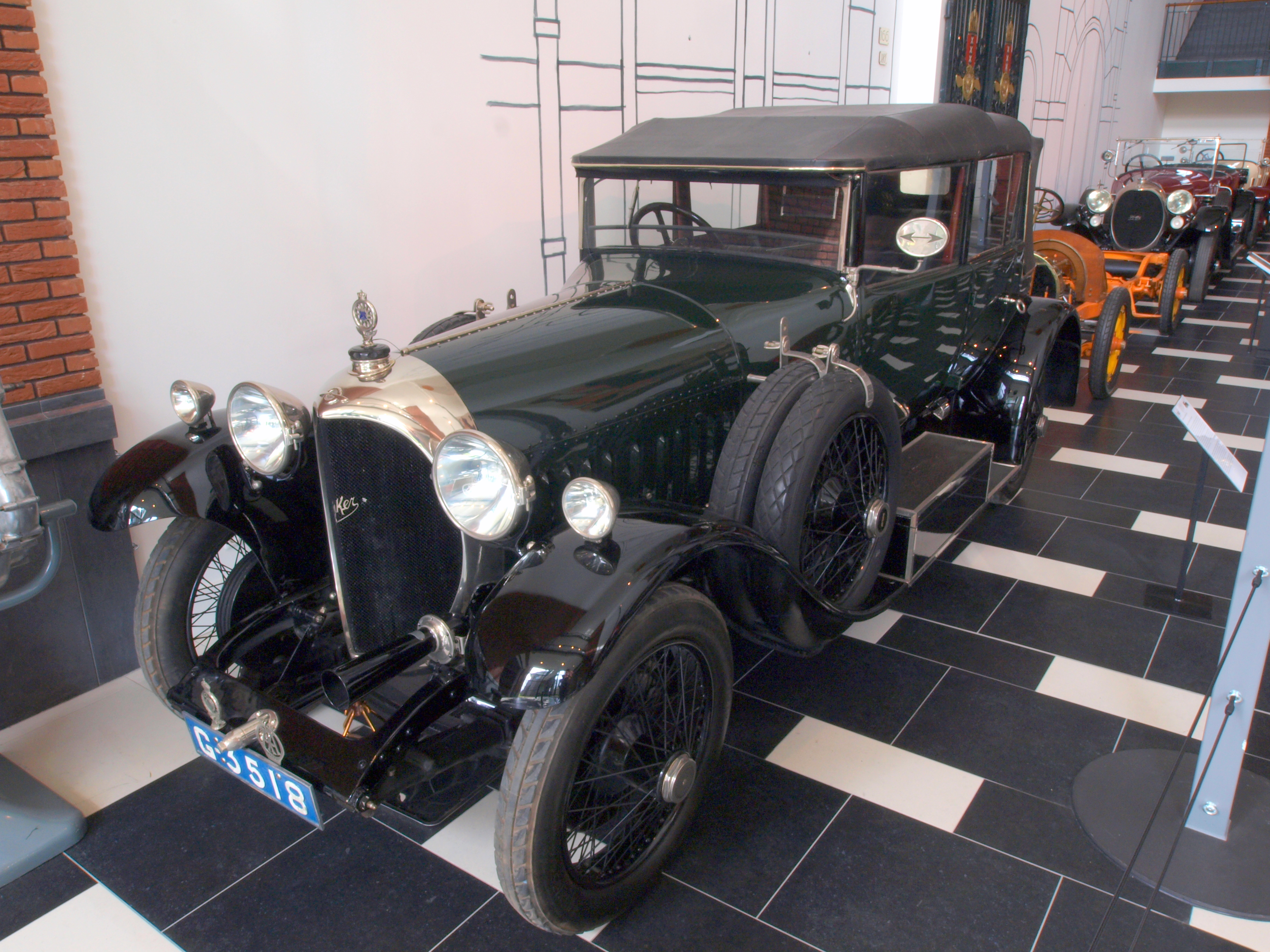
Spyker C4 (1922)

Spyker [ˈspɛi̯ːkəʁ] byla nizozemská automobilka, založená v roce 1880, původně jako firma vyrábějící kočáry. Společnost zanikla v roce 1926.
Nejznámějším vozidlem firmy je takzvaný „Zlatý kočár“ (nizozemsky Gouden Koets), používaný nizozemskou královskou rodinou. Zlatý kočár je užíván při jízdě z Královského paláce v Haagu do rytířského sálu (Ridderzaal) v Binnenhofu, kde má představitel královské rodiny každoročně projev při zahajovacím zasedání nizozemského parlamentu. Tento kočár dostala královna Vilemína darem od občanů Amsterdamu u příležitosti její intronizace v roce 1898.

## Historie
Manufakturu s názvem Spijker založili v Hilversumu v roce 1880 bratři Jacobus a Hendrik-Jan Spijkerovi, kováři a stavitelé kočárů. Jejich úspěch jim v roce 1886 dovolil přesídlit do Amsterdamu. V roce 1898 koupili bratři vůz německé firmy Benz a již o rok později dostali povolení k sestavování vozů Benz v licenci pod obchodním názvem Spijker-Benz. Pro tento účel postavili novou továrnu v Amsteldijku na místě bývalé usedlosti Trompenburg Cornelise Trompa. Firma nesla název N.V. Industriële Maatschappij Trompenburg.
Začali se zabývat vývojem vlastního automobilu. Po skončení výroby vozů podobných Benzovým tak vznikl v roce 1900 první vlastní automobil Spyker 5 H.P.. Šlo o vůz typu voiturette poháněný vzduchem chlazeným dvouválcovým motorem o výkonu 2 nebo 5 koní. Pokroková konstrukce užívala k pohonu zadní nápravy kardan, ozubené kolo a pastorek. S ohledem na mezinárodní trh ale bratři v roce 1903 změnili původní jméno firmy Spijker (hřebík) na „lépe znějící“ Spyker.
V zimě 1903/1904 představila firma na Pařížském autosalonu model Spyker 60 HP, původně navržený pro závod z Paříže do Madridu v létě 1903. Šlo o první vůz osazený šestiválcem a první automobil s jediným Ottovým motorem a trvalým pohonem všech kol na světě vůbec. Spyker 60 HP měl také brzdy na všech čtyřech kolech. Hendrik-Jan Spijker s ním v roce 1906, také díky pohonu na všechna kola, zaznamenal první úspěch v jízdě do z vrchu ve Velké Británii. Motor vozu měl objem 8686 cm³. Automobil je společně s dalšími vozy firmy vystaven v Louwmanově muzeu v Haagu.
Hendrik-Jan Spijker zahynul při nehodě parníku SS Berlin 21. února 1907. Po úpadku, reorganizaci a záchraně skupinou investorů výroba pokračovala, ale jeho bratr Jacobus se z firmy stáhl. V roce 1907 se Charles Goddard se sériovým vozem 14/18 HP Tourer úspěšně účastnil závodu Peking-Paříž, kde dojel na druhém místě za vozem Itala knížete Borgheseho. Společnost vyráběla kromě osobních automobilů i speciální vozy jako ambulance nebo vozy taxislužby, ve spolupráci se Scotland Yardem navržené pro Londýn. Pro královnu Vilemínu vyrobila i automobil vybavený polohovatelnými sedačkami a vytápěním.
Už na začátku první světové války se trh s luxusními automobily v neutrálním Nizozemsku zhroutil a finančně vyčerpaná firma Spyker se pro diverzifikaci výroby spojila s výrobcem letadel N.V. Aviation. Vznikla společnost Nederlandsche Automobiel- en Vliegtuigfabriek „Trompenburg“. Ředitelem firmy byl nizozemský průkopník letectví Henri Wijnmalen. Z této doby pochází i logo firmy – paprskové kolo s vrtulí. V letech 1914 až 1918 bylo vyrobeno téměř 100 stíhacích letadel a kolem 200 leteckých motorů Spyker. Dodány byly předchůdci Nizozemského královského letectva, oddílu Luchtvaartafdeeling a Nizozemskému námořnímu letectvu.
Brzy po válce se Spyker opět vrátil k výrobě automobilů. Vznikl model Spyker C4, osazený motorem Maybach, navrženým Wilhelmem Maybachem.
Od roku 1920 vyráběl Spyker kromě osobních automobilů také nákladní automobily a autobusy. Firma se svými vozy zaznamenala mnoho sportovních úspěchů a rekordů, měla rozsáhlý a ambiciózní program, inspirovaný Henri Wijnmalenem a Frederickem Koolhovenem, kteří tak soutěžili se svými přáteli z nově vzniklé společnosti KLM. Pro překonání rekordu vozu Rolls-Royce, který na trase z Londýna o Edinburghu a zpět, ujel při nonstop jízdě 24 000 kilometrů průměrnou rychlostí 32 km/h zahájil 27. listopadu 1920 vůz Spyker C4, pokřtěný „Tenax“, nonstop jízdu z Nijmegenu do města Sittard a zpět, vzdálenost byla 119,3 km. Čtyři řidiči s vozem Tenax během 36 dní ujeli vzdálenost 30 000 kilometrů průměrnou rychlostí 35 km/h. Poslední jízda, konaná 2. ledna 1921 proběhla za velkého zájmu diváků. Jak doba jízdy, tak i ujetá vzdálenost, byly novými světovými rekordy.
S vozem C4 zvítězil Hugo, baron van Pallandt v roce 1922 v závodě do vrchu v La Turbie u Monte Carla.
Přes všechny úspěchy a vynikající pověst značky (typ C4 byl například ve Spojeném království označován jako „kontinentální Rolls-Royce“) byla v roce 1925 výroba automobilů kvůli nedostatku zakázek ukončena a 26. května 1926 společnost zanikla. Její majetek byl prodán v dražbě. Celkem bylo vyrobeno asi 1500 automobilů značky. Firma k nim vlastnila více než 100 patentů.
v roce 1999 získali dva nizozemští obchodníci práva ke značce Spyker a založili novou společnost Spyker Cars, vyrábějící sportovní automobily.

## Automobily

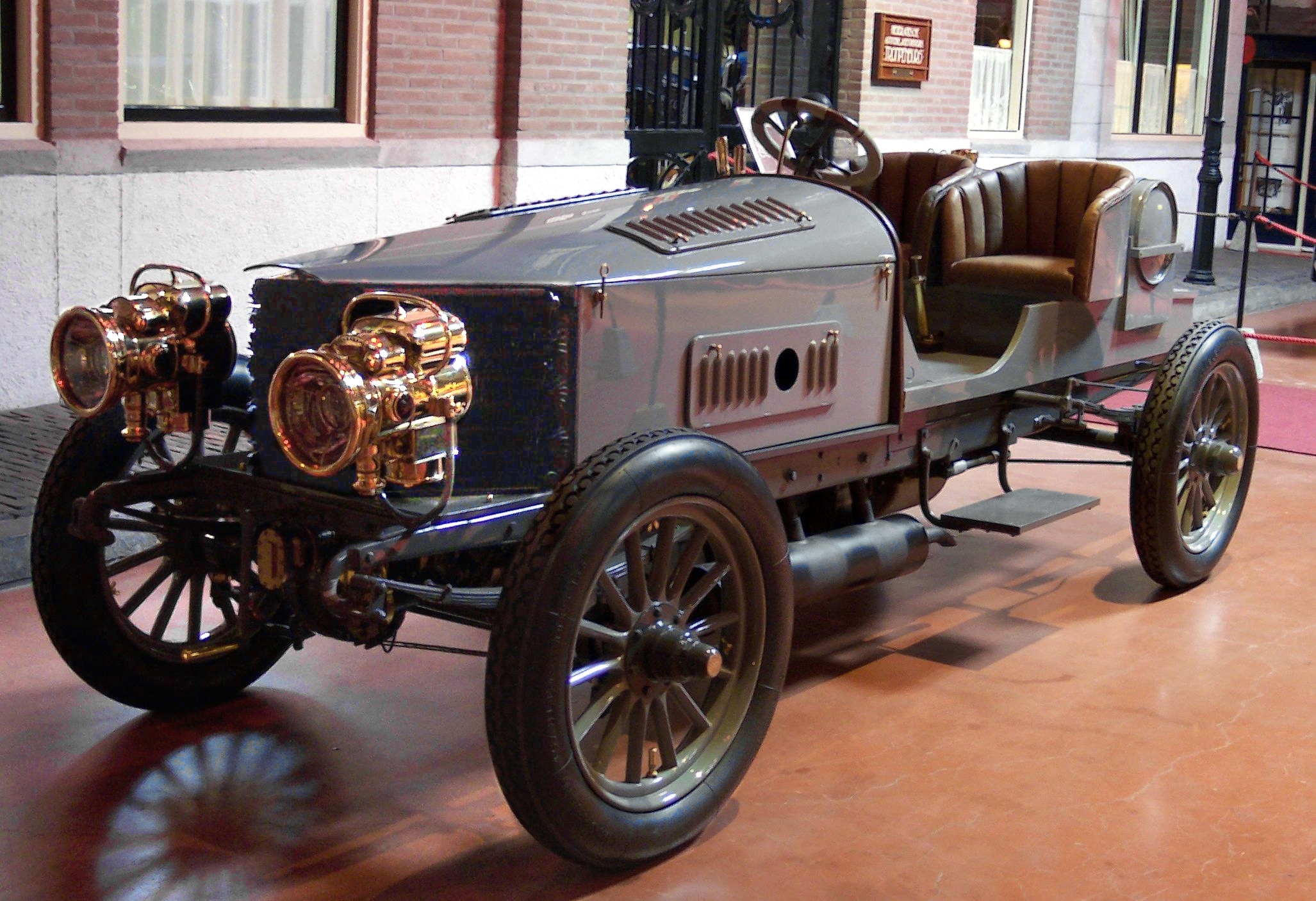
Spyker 60 HP (1903)

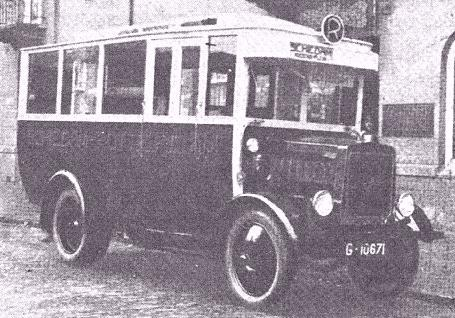
Spyker C2

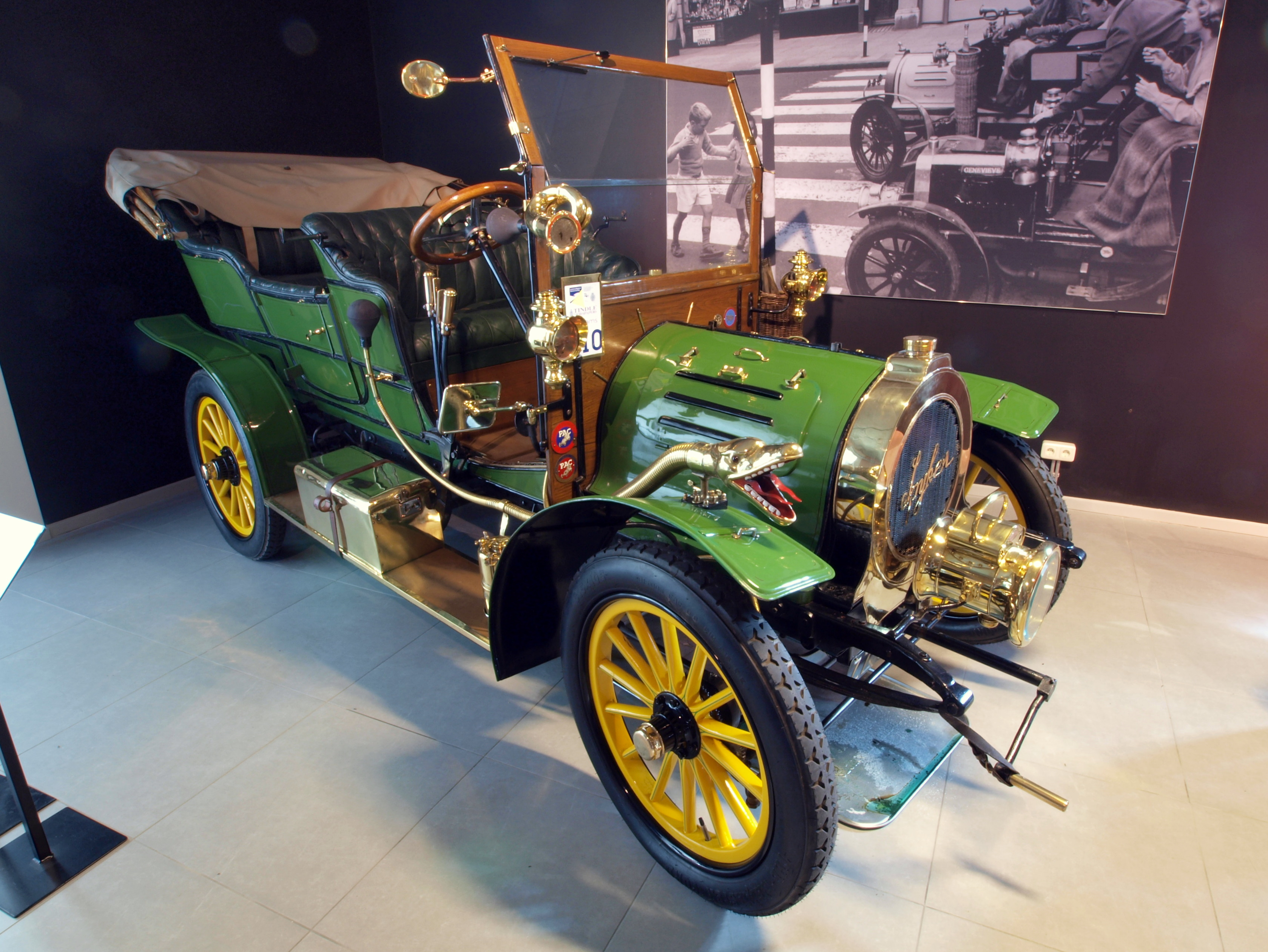
Spyker 12/16-HP Double Phæton (1905), užitý jako vůz Ambrose Claverhouse ve filmu Genevieve. Od roku 2012 vystavený v Louwman Museum. Záběr z filmu v pozadí

| Model           | Rok       | Podrobnosti                                  |
| --------------- | --------- | -------------------------------------------- |
| Spijker 3 hp    | 1900–1902 | dvouválec                                    |
| Spijker 5 hp    | 1900-1900 |                                              |
| Spijker 5 hp    | 1900-1900 | boxer                                        |
| Spijker 6 hp    | 1902-1902 | vodou chlazený motor                         |
| Spijker 10/12   | 1903-1903 | dvouválec                                    |
| Spyker 20/24    | 1903–1904 | čtyřválec                                    |
| Spijker 36/50   | 1903-1903 | šestiválec 5073 cm³                          |
| Spyker 60/80    | 1903–1907 | šestiválec 8821 cm³                          |
| Spyker 16/20    | 1903–1907 | čtyřválec                                    |
| Spyker 30/36    | 1903–1907 |                                              |
| Spyker 14/18    | 1904–1907 | čtyřválec 2544 cm³                           |
| Spyker 20/28    | 1904–1907 | čtyřválec                                    |
| Spyker 25/36    | 1904–1905 | čtyřválec 7964 cm³, možnost pohonu všech kol |
| Spyker 32/40    | 1904–1905 | čtyřválec, možnost pohonu všech kol          |
| Spyker 15/22    | 1905–1907 | čtyřválec 3456 cm³                           |
| Spyker 10/15    | 1907-1907 | čtyřválec                                    |
| Spyker 15/22    | 1907-1907 | čtyřválec 2799 cm³                           |
| Spyker 20/30    | 1907-1907 | čtyřválec 4562 cm³                           |
| Spyker 30/42    | 1907-1907 | čtyřválec 6902 cm³                           |
| Spyker 40/80    | 1907-1907 | čtyřválec 10 603 cm³                         |
| Spyker 15/22    | 1907–1910 | čtyřválec 2799 cm³                           |
| Spyker 60/80    | 1909-1909 | čtyřválec                                    |
| Spyker 10/15    | 1910–1912 | čtyřválec, dodávkový vůz                     |
| Spyker 15/25    | 1910–1912 | čtyřválec, dodávkový vůz                     |
| Spyker 12       | 1910–1914 | čtyřválec                                    |
| Spyker 16       | 1910–1912 | čtyřválec                                    |
| Spyker 18       | 1910–1912 | čtyřválec                                    |
| Spyker 25       | 1910–1912 | čtyřválec 4589 cm³                           |
| Spyker 25/30    | 1911–1912 | šestiválec                                   |
| Spyker 20       | 1912–1916 | čtyřválec 3435 cm³                           |
| Spyker 30       | 1912–1916 | čtyřválec 6082 cm³                           |
| Spyker 40       | 1912–1916 | šestiválec 7238 cm³                          |
| Spyker 14       | 1913–1916 | čtyřválec                                    |
| Spyker 12       | 1914–1916 | čtyřválec 1795 cm³                           |
| Spyker 13/30 C1 | 1916–1921 | čtyřválec 3560 cm³                           |
| Spyker 14/34 C1 | 1920–1921 | čtyřválec 3562 cm³                           |
| Spyker C2       | 1916–1926 | čtyřválec                                    |
| Spyker 30/40 C4 | 1920–1926 | šestiválec Maybach 5742 cm³                  |